# San Bartolomé (photographe)
Pour les articles homonymes, voir San Bartolomé.
San Bartolomé (en chinois 白尚仁 ; à l'état civil Pierre-Jean de San Bartolomé), né en 1950, est un photographe français, metteur en scène, directeur artistique, écrivain et ancien attaché culturel chargé des Années croisées franco-chinoises et créateur du festival Croisements pour l'ambassade de France en Chine. Il vit à Paris et Pékin.

## Biographie
Français, né en 1950, d’origines française, espagnole, italienne et allemande, San Bartolomé (Pierre-Jean de), photographe, metteur en scène, directeur artistique, écrivain , diplomate, est aussi un grand voyageur, curieux de toutes les cultures.

### Premiers pas dans l'image
Alternant des études de Droit, de Lettres et de Cinéma, San Bartolomé écrit un recueil de nouvelles, La Dépouille, un « opéra-verbe », Caligula, (1971), organise une exposition Jean Cocteau et réalise son premier film, en Super 8, Dialogue Interrompu (1972). Engagé comme régisseur sur le film L'Affaire Dominici, avec Jean Gabin - qui se tourne sur les lieux du crime -  il fait une apparition à la table du « patriarche », face à Gérard Depardieu dont c’est l’un des premiers rôles au cinéma.
Le tournage se prolonge à Paris, occasion pour lui d’y « monter » et d’y rester. Il rencontre Isabelle Adjani – pour laquelle il a écrit un scénario – son agent, Serge Rousseau, et Philippe Dussart, producteur d’Alain Resnais. Naissance d’une indéfectible amitié avec Isabelle…
Dialogue Interrompu est programmé à la Biennale d’Art Moderne de la Ville de Paris au Palais de Tokyo. Jean de Rigault, directeur artistique de l’Espace Cardin, assiste à la projection, lui présente Pierre Cardin. Début d’une longue collaboration et amitié avec le couturier - designer et mécène. 
Les jeunes réalisateurs fondent leurs espoirs dans le film Super 8, moyen d’expression peu onéreux quand/alors que (choisir en anglais) le support vidéo en est à peine à ses balbutiements… San Bartolomé tourne ainsi les images, sur triple écran, d’un spectacle de danse contemporaine pour la Compagnie Anne Béranger (Espace Cardin mai 1973). Il crée les interventions cinématographiques, conçues pour  7 écrans, du spectacle de Jean-Louis Barrault Ainsi parlait Zarathoustra (Théâtre d’Orsay, Compagnie Renaud-Barrault, novembre 1974).
La même année,Madeleine Renaud lit à la radio deux de ses nouvelles extraites de son recueil La Dépouille. Il entreprend le tournage du long métrage Ariane, film d’art et essai, conçu pour triple écran, avec une poignée de comédiens et amis : Isabelle Adjani, Emmanuelle Riva, Jacques Spiesser, l’écrivain académicien Eugène Ionesco, Jean Boissery, Pascal Bonafoux en conçoit l’affiche et Jean-Pierre Stora la musique. Le montage à peine terminé, la projection simultanée sur triple écran doit être abandonnée faute des appareils adéquats annoncés … Ils ne verront jamais le jour.
San Bartolomé, obligé de remonter le film pour écran unique, malgré de nombreuses coupures , le trouve encore trop long. Pour lui il perd une grande partie de son intérêt qui résidait dans la liberté de choix du spectateur face à trois images complémentaires mais indépendantes. Offrant  plusieurs visions, actions et espaces temporels elles se prêtaient à différentes lectures individuelles. Il crée néanmoins l’événement au Premier Festival International du Super 8 à l’Espace Pierre Cardin (décembre 1974).
Il sera ensuite présenté, (version de 120 mm, « gonflée » en 16 mm) au Festival de Cannes de 1977 dans la sélection Perspectives du Cinéma Français. Avant d’être remonté et recoupé par la coproductrice du film qui souhaite l’exploiter sous le titre absurde «  Espace Zéro » et affublé, sans l’accord du réalisateur, de surimpressions de cristaux aberrantes censées indiquer au spectateur les passages oniriques. Alors qu’onirique, le film l’est tout entier!
Avec l’appui d’Isabelle Adjani, de Jean-Pierre Stora, et de Maitre Pierre Hébey, San Bartolomé fait interdire la diffusion et l’exploitation d’une œuvre totalement dénaturée. Dont il ne lui reste aujourd’hui que les chutes. Le support Super 8, qui ne possède pas de négatif, s’avère d’ailleurs très difficile à monter et inexploitable. Il sera vite abandonné face aux rapides progrès de l’image vidéo.
En 1975, Pierre Cardin présente la première grande Exposition Internationale consacrée à Sarah Bernhardt, avec plus de 700 objets, tableaux, meubles, costumes et voitures disposés sur les trois niveaux de l’Espace Cardin. San Bartolomé en assure la scénographie.

### Du décor à l'écriture, du théâtre à la télévision
Pour le Théâtre Firmin Gémier (Antony) et le Lucernaire Forum (Paris), il crée les costumes et décors de La Gioconda de Gabriele d’Annunzio, avec Eléonore Hirt, et du Petit Maître corrigé de Marivaux, mis en scène par Jean Rougerie (mars et décembre 1977). Michel Bouquet, crée sa première pièce, Almira, à l’Espace Pierre Cardin (automne 1978).
San Bartolomé travaille également pour la télévision : il adapte Le voleur d’enfants de Jules Supervielle pour François Leterrier (1979). Puis co-écrit avec Jacques Laurent de l’Académie Française (Cécil Saint Laurent) la série Capitaine X pour Antenne 2 (1980 à 1982).

### De la programmation de Festival à la mise en scène d'opéras
De 1980 à 1989, il programme le Festival de Vaison- la-Romaine, crée un nouveau lieu de 900 places au milieu des fouilles, le théâtre du Nymphée, y met en scène Eurydice de Caccini (1985) et Le songe d’une nuit d’été de Shakespeare et l’intégrale de la musique de scène de Mendelssohn pour les 4500 places du théatre antique. (1986)
Puis il met en scène L’Aiglon de Arthur Honegger et Jacques Ibert, avec la participation du Nouvel orchestre philharmonique de Radio France et de France 2 Télévision (1987).
Avec la Camerata de Boston, il signe la production de Tristan et Iseult qui le conduit de New York à Boston et fait la clôture du 50e Festival de Musique de Strasbourg, avant d’être présentée au Festival de Vaison (février à juillet 1988).

## Distinctions
- 2010 :  Chevalier de l'ordre des Arts et des Lettres[1] par Frédéric Mitterrand
- 2010 : Prix du meilleur photographe étranger au Festival international de la photographie de Ping Yao, Chine

## Réalisateur

### Cinéma
Courts et moyens métrages
- 2010 : Two Worlds, One Dream
- 1987 : Elizabeth, avec Sophie Duez, Annabella et André Dussollier
- 1985 : Abandons, avec Lambert Wilson
- 1972 : Dialogue Interrompu

Long métrage
- 1974 : Ariane, avec Isabelle Adjani, Emmanuelle Riva, Jacques Spiesser, Daniel Gélin, Eugène Ionesco et Jean Boissery

### Télévision
- 1980 à 1980 : Capitaine X
- 1979 : Le Voleur d’enfants

## Directeur artistique
- 1996 à 2008 : Festival Croisements / Jiao Liu, créé pour l’ambassade de France en Chine
- 1997 : Rencontre entre Opéra Chinois et Opéra Bouffe Italien
- 1997 : Un jésuite à la cour des empereurs de Chine, avec L’Ensemble XVIII-21 et l’Ensemble national de musiques traditionnelles de Chine
- 1996 : Jeune Chine Céleste Empire, en collaboration avec le Printemps des Comédiens et le parc de la Villette

## Metteur en scène / scénographe
- 2000 : Les Mamelles de Tirésias, de Francis Poulenc
- 1996 : Le Vietnam, de Marguerite Duras, avec Marie Laforêt et l’ensemble Ca Tru de Hanoî
- 1996 : Contes du Vietnam, de Nguyên Lê, coproduction Banlieue Bleue
- 1996 : Manon Lescaut
- 1993 : Carmen, opéra de Bizet
- 1991 : La Favorite, opéra de Donizetti
- 1990 : La Bohème, opéra de Puccini
- 1989 : I Capuleti e i Montecchi, opéra de Bellini
- 1987 : L’Aiglon, opéra de Honegger et Ibert, avec la participation du Nouvel orchestre philharmonique de Radio France
- 1986 : Le Songe d’une nuit d’été, de Shakespeare
- 1985 : Eurydice, opéra de Caccini
- 1977 : Le Petit-Maître corrigé, de Marivaux
- 1977 : La Gioconda, de Gabriele d’Annunzio, avec Éléonore Hirt
- 1975 : Sarah Bernhardt, exposition présenté à l'Espace Pierre Cardin, Paris

## Auteur
Théâtre
- 1978 : Almira, avec Michel Bouquet et Éléonore Hirt
- 1971 : Caligula

Recueil de nouvelles
- 1979 : La Dépouille

## Expositions
- 2021-2022 : Rastro, métro La Latina, Madrid, Espagne
- 2014-2015 : Kinship, Photo Art Commission Isabelle Adjani, Théâtre de Paris, Paris, France
- 2014 : Les Français photographient la Chine, présenté par Alain Sayag, Pékin, Kunming, Canton, Wuhan, Shenzhen, Chine
- 2013 : To the workers!/ Aux Ouvriers!, Art Commission Alstom,Tianjin,Chine
- 2012 : Summer Billiards, Yuan Art Museum, Pékin, Chinese Fine Arts National Museum,Shanghai, Inter Art Gallery, Dashangzi 798, Pékin,Chine
- 2009 : Moon Door Dreamers, See+ Art Gallery, Dashangzi 798, Pékin, Chine
- 2008 : Beijing Midsummer Night Dream, Festival international de la photographie de Ping Yao, Chine
- 2005 : Digital, exposition personnelle, musée National des beaux-arts de Chine (Meishuaguan), Pékin, Chine
- 2004 : Photographs, Premier Salon d’Automne de Pékin, National Museum, Pékin, Chine
- 2003 : Encounters, Beijing Central Academy of Fine Arts, Pékin, Chine
- 2000 : Sleeping Beauties, exposition invitée au Aarhus Festival, Aarhus, Danemark
- 1999 : Parantritis, Sunday on the beach, galerie de l’Alliance française de Singapour
- 1998 : Dialogue intime, Maison de la Chine, Paris, France

## Publications (photographie)
- Au bois dormant – Sleeping Beauty, Nantes, éditions Joca Seria, 1998, 116 p.
- Ombres chinoises, Paris, éditions Magellan et Cie, 2006, 238 p. (présentation en ligne), textes d'Isabelle Adjani, Yin Ji Nan, Michel Nuridsany, Caroline Puel et Christian Gattinoni